# Qunnermiut
Qunnermiut [ˌquˈnːɜmːiut] (nach alter Rechtschreibung K'uvnermiut) ist eine wüst gefallene grönländische Schäfersiedlung im Distrikt Nanortalik in der Kommune Kujalleq.

## Lage
Qunnermiut liegt auf einem flachen Gebiet an der Südspitze der Halbinsel zwischen dem Uunartup Kangerlua und dem Sermilik. Die Insel Pilaffik schirmt das Wasser vor Qunnermiut ab. 18 km westlich liegt der nächste größere Ort Alluitsup Paa.

## Geschichte
Qunnermiut wurde um 1940 als Wohnplatz gegründet und hatte anfangs 18 Einwohner. 1951 wurde die Kirche aus Salliit von Pavia Høegh nach Qunnermiut versetzt und von außen rot und von innen grau und gold bemalt. 1951 lebten 55 Personen im Ort, 1960 waren es 56. 1965 wurde der Ort jedoch aufgegeben und fortan nur noch als Schäfersiedlung benutzt. Diese war 1965 noch von 14 Personen bewohnt, darunter fünf Schafzüchter, die 1966 zusammen rund 550 Schafe besaßen. 1968 waren es wieder 19 Bewohner, aber 1977 war die Einwohnerzahl auf 11 Personen zurückgegangen und im Folgejahr war Qunnermiut vollständig verlassen.